# ハイパージャグラーV
ハイパージャグラーV（Hyper Juggler）は、2002年に北電子が開発・販売したパチスロ機。
ゴーゴージャグラーのデザインに多少のアレンジを加え、そこに多彩な演出を加えた、ジャグラーシリーズの中で唯一異彩を放ったマシンである。

## 演出
演出については、レバーONと同時にリールのバックライトが消えたり光ったりするフラッシュ演出、予告音演出、フラッシュ＋予告音、ボーナス絵柄のスペシャルテンパイ音、全リール停止後のフラッシュ演出などがある。ただし、ボーナス成立時には必ずチャンスランプが点灯するため、リール制御によりほとんど意識する事の無かった小役取りこぼしの事実をビギナーに突きつける役割がメインとなってしまっている。
設置台数については、旧筐体の老朽化による入替の時期と重なったためそれなりの設置台数は稼げたが、同じジャグラーシリーズにもかかわらず再び波の荒さが指摘され、更には演出がイマイチという酷評もあり、ゴーゴージャグラーほどの人気は得られず、4号機の中では比較的新しいジャグラーシリーズにもかかわらず長期に設置するホールは少なかった。
ジャグラー＝完全告知という図式が再認識された一台である。
本機の不評により、シリーズ後継作品では演出はすべてプレミアムと位置づけられ、ボーナス不成立時に演出が発生することはなくなっている。

### レバーON時の演出
- リールスタート時のフラッシュ演出＝ボーナス、ベル、ピエロ、ブドウ、ハズレ
- スーパースタート音＝ボーナス、ベル、ピエロ、ハズレ
- スーパースタート音＋フラッシュ演出＝ボーナス、ベル、ピエロ
- 遅れスタート音＝ボーナス、4枚チェリー
- 無音＝BIGボーナス

### リール停止時の演出
- （順押し（ハサミ不可）２リール目停止時）スペシャルテンパイ音＝ボーナス、ベル
- 滝流れフラッシュ＝ボーナス、ベル
- 流星フラッシュ＝ボーナス、ピエロ
- フリーズ＝BIGボーナス